# Дю Плесси, Ян
Ян Натаниел «Янни» дю Плесси (африк. Jan Nathaniël du Plessis; 16 ноября 1982, Бетлехем, ЮАР) — южноафриканский регбист, выступавший на позиции столба.

## Клубная карьера
Ян дю Плесси ещё в раннем возрасте для регби подавал большие надежды: уже в 1995 году он являлся капитаном сборной восточного Фри-Стейта в своей возрастной группе на престижном юношеском соревновании Неделе Крейвена. Дю Плесси получил высшее образование в Университете Фри-Стейта по профилю «Медицина», став одним из немногих профессиональных регбистов, полностью отучившихся в ВУЗах.
В 2003 году он заключил свой первый профессиональный контракт с клубом «Фри-Стейт Читаз», выступающим в кубке Карри. В 2005 и 2006 годах дважды подряд вместе с командой он выигрывал это соревнование.
10 февраля 2006 года состоялся дебют дю Плесси в Супер 14: он отыграл 52 минуты в матче против «Буллз». Всего в своём первом сезоне ему удалось провести 13 матчей, в том числе 10 в стартовом составе.
8 августа 2007 года Янни перешёл в «Шаркс», где стал основным третьим номером команды. В сезоне 2012 года ему удалось вместе с клубом добраться до финала турнира Супер Регби, в котором они уступили новозеландскому «Чифс» 37-6.
Во время выступления за «Шаркс» Яну пришлось применять свои профессиональные навыки за пределами медицинских учреждений. 29 марта 2009 года он стал свидетелем дорожно-транспортного происшествия в городе Дурбан, в ходе которого был сбит игрок австралийского клуба «Брамбиз» Шон Маккей. Дю Плесси оказывал первую помощь пострадавшему до приезда скорой помощи, однако 6 апреля 2009 года Маккей умер в госпитале от осложнений после операции.
26 мая 2015 года было объявлено о переходе Яна и его брата Бисмарка в клуб «Монпелье Эро». После их последнего матча против «Стормерз» 14 июня того же года братьям было устроено прощание за те долгие годы, что они провели вместе с клубом.
Отыграв до 2019 года в составе французского «Монпелье», с 2020 года Дю Плесси будет выступать за «Лайонз» в Супер Регби.

## Карьера в сборной
7 июля 2007 года Ян провёл свой первый матч за «Спрингбокс», выйдя в стартовом составе игры с командой Австралии в рамках Кубка трёх наций и отыграв 73 минуты до замены на Эдди Эндрюса. Этот матч также стал первым в международной карьере его брата Бисмарка — таким образом дю Плесси стали 23-й парой братьев, выступавших в составе сборной ЮАР.
Изначально ни Бисмарк, ни Ян не получили вызов для участия в чемпионате мира 2007 года, но оба были включены в состав по ходу турнира. Янни стал заменой для получившего травму Брендона Боты и появился на поле через неделю после вызова в четвертьфинале против Фиджи. Новость о приглашении на главный регбийный турнир четырёхлетия дю Плесси получил после проведения многочасовой операции кесарева сечения в блумфонтейнской больнице. Сам турнир завершился победой южноафриканцев.
Ян также принимал участие, как основной столб команды, в чемпионатах мира 2011 и 2015 годов, на последнем из которых сумел выиграть бронзовые медали.